# منطقة روضة تشاي الريفية
منطقة روضة تشاي الريفية (بالفارسية: دهستان روضه‌چای) هي أحد المناطق الريفية التابعة للناحية المركزية، مقاطعة أرومية، محافظة أذربيجان الغربية، إيران، وعاصمتها وأكبر قراها هي بالو. تضم 34 قرية، ويبلغ عدد سكانها 41843 نسمة حسب إحصاء 2016.